# Cydonia Mensae

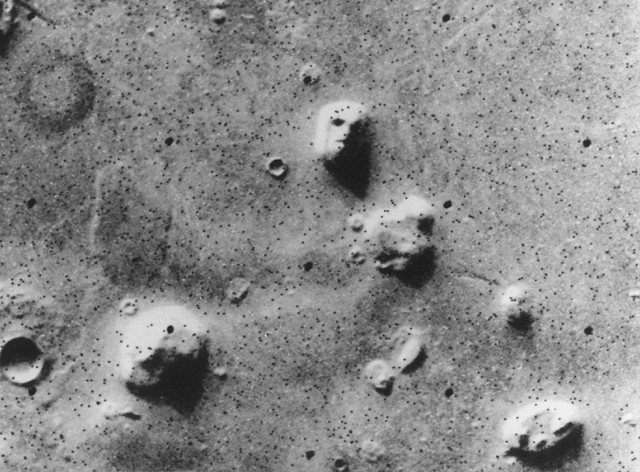
„Fața marțiană”, după cum a fost vazută de Viking 1 în 1976

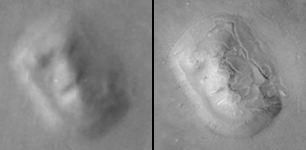
Aceeași „față”; imagini comparative din 1976 și 2001

Cydonia Mensae este o regiune de pe planeta Marte, care atrage atât un interes științific, cât și popular. Denumirea se referea inițial la o formațiune de albedo distinctiv vizibilă cu ajutorul telescoapelor terestre de la vremea respectivă. Zona se învecinează cu câmpia Acidalia Planitia⁠(en)[traduceți] și zona muntoasă Arabia Terra⁠(en)[traduceți]. Regiunea include zonele: Cydonia Mensae, o zonă cu caracteristici reliefale plate, Cydonia Colles, regiune de dealuri mici sau movile și Cydonia Labyrinthus, un complex de văi ce se intersectează. 
Ca și în alte regiuni cu caracteristici de albedo de pe Marte, numele Cydonia a fost preluat din antichitatea greacă, în acest caz de la Kydonia, un polis istoric (sau oraș-stat), de pe insula Creta. 

## Chipul de pe Marte
Pe Cydonia se mai află și „Chipul de pe Marte” (ori „Fața marțiană”), o formațiune de dealuri erodate situată la aproximativ jumătatea distanței dintre craterele Arandas și Bamberg; care în prima fotografiere de către sonda Viking 1 (rezoluție de 250 m/pixel) arăta ca o statuie gigantică a unei fețe umanoide⁠(en)[traduceți]. Adesea se evidențiază unele „piramide”, situate în apropiere de „față”. Aceste fotografii au dus la un număr foarte mare de zvonuri pseudo științifico-fantastice și ufologice.
Mai târziu (2001), într-o fotografiere mai detaliată realizată de sonda Mars Global Surveyor la o rezoluție de 14 m/pixel, s-a constatat că „fața” umanoidă era decât o iluzie cauzată de jocul de lumini și umbre, precum și de camera cu rezoluție mică a lui Viking 1. De asemenea, „piramidele” sunt doar niște formațiuni stâncoase obișnuite.
Mars Reconnaissance Orbiter a fotografiat la 5 aprilie 2007 „Fața de pe Marte”, cu o rezoluție de ~30 cm/pixel.

## Galerie

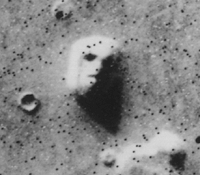
Imagine realizată la 25 iulie 1976
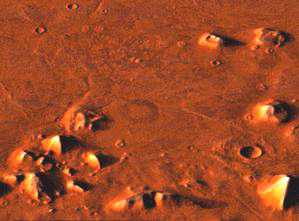
„Fața” (în dreapta sus) și „piramidele”
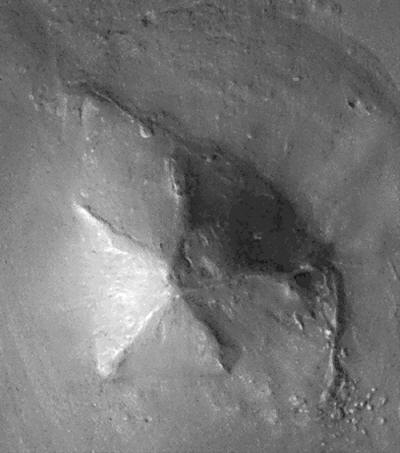
O „piramidă” fotografiată de Viking 1

## Vezi și
- Canale marțiene
- Galle (crater marțian)
- Viață pe Marte⁠(en)[traduceți]